# Tsumebit
Tsumebit ist ein selten vorkommendes Mineral aus der Mineralklasse der „Phosphate, Arsenate und Vanadate“ mit der chemischen Zusammensetzung Pb2Cu[OH|SO4|PO4] und damit chemisch gesehen ein Blei-Kupfer-Phosphat mit zusätzlichen Sulfat- und Hydroxidionen.
Tsumebit kristallisiert im monoklinen Kristallsystem und entwickelt meist gut ausgebildete, tafelige und flächenreiche Kristalle bis etwa drei Millimeter Größe mit einem strahlend glasähnlichen Glanz auf den Oberflächen. Er kommt aber auch in Form krustiger Überzüge und massiger Aggregate vor. Das Mineral ist durchsichtig und von smaragdgrüner Farbe. Auch die Strichfarbe von Tsumebit ist grün.

## Etymologie und Geschichte
Erstmals entdeckt wurde Tsumebit in der Tsumeb Mine nahe der gleichnamigen Stadt in der Oshikoto-Region von Namibia und unabhängig gleichzeitig 1912 von Karl Busz und Vojtěch Rosický beschrieben. Busz bezeichnete das Mineral nach dessen (zuerst entdeckten) Vorkommen (Typlokalität) bei Tsumeb. Rosický nannte es Preslit zu Ehren von Jan Svatopluk Presl, dem böhmischen Professor der Zoologie und Mineralogie. Die Bezeichnung Tsumebit setzte sich allerdings in der Fachwelt durch und ist auch von der International Mineralogical Association (IMA) anerkannt.
Da der Tsumebit bereits lange vor der Gründung der IMA bekannt und als eigenständige Mineralart anerkannt war, wurde dies von ihrer Commission on New Minerals, Nomenclature and Classification (CNMNC) übernommen und bezeichnet den Tsumebit als sogenanntes „grandfathered“ (G) Mineral. Die seit 2021 ebenfalls von der IMA/CNMNC anerkannte Kurzbezeichnung (auch Mineral-Symbol) von Tsumebit lautet „Tsu“.
Das Typmaterial des Minerals wurde bei einem Bombenangriff zerstört. Zuvor war es im Mineralogischen Museum Münster (UMM-Münster) aufbewahrt worden.

## Klassifikation
Bereits in der zuletzt 1977 überarbeiteten 8. Auflage der Mineralsystematik nach Strunz gehörte der Tsumebit zur Mineralklasse der „Phosphate, Arsenate und Vanadate“ und dort zur Abteilung „Wasserfreie Phosphate, Arsenate und Vanadate mit fremden Anionen“, wo er zusammen mit Bayldonit die „Bayldonit-Tsumebit-Gruppe“ mit der Systemnummer VII/B.14 und den weiteren Mitgliedern Arsentsumebit und Vésigniéit bildete.
In der zuletzt 2018 überarbeiteten Lapis-Systematik nach Stefan Weiß, die formal auf der alten Systematik von Karl Hugo Strunz in der 8. Auflage basiert, erhielt das Mineral die System- und Mineralnummer VII/B.24-050. Dies entspricht ebenfalls der Abteilung „Wasserfreie Phosphate, mit fremden Anionen F,Cl,O,OH“, wo Tsumebit zusammen mit Arsenbrackebuschit, Arsentsumebit, Bearthit, Brackebuschit, Bushmakinit, Calderónit, Canosioit, Feinglosit, Ferribushmakinit, Gamagarit, Goedkenit, Grandait, Jamesit, Lulzacit und Tokyoit die „Brackebuschitgruppe“ mit der Systemnummer VII/B.24 bildet.
Auch die von der IMA zuletzt 2009 aktualisierte 9. Auflage der Strunz’schen Mineralsystematik ordnet den Tsumebit in die Abteilung der „Phosphate usw. mit zusätzlichen Anionen; ohne H2O“ ein. Diese ist allerdings weiter unterteilt nach der relativen Größe der beteiligten Kationen und dem Stoffmengenverhältnis der zusätzlichen Anionen (OH usw.) zum Phosphat-, Arsenat- bzw. Vanadatkomplex (RO4), so dass das Mineral entsprechend seiner Zusammensetzung in der Unterabteilung „Mit mittelgroßen und großen Kationen; (OH usw.) : RO4 = 0,5 : 1“ zu finden ist, wo es zusammen mit Arsenbrackebuschit, Arsentsumebit, Bearthit, Brackebuschit, Bushmakinit, Calderónit, Feinglosit, Gamagarit, Goedkenit und Tokyoit, die „Brackebuschitgruppe“ mit der Systemnummer 8.BG.05 bildet.
In der vorwiegend im englischen Sprachraum gebräuchlichen Systematik der Minerale nach Dana hat Tsumebit die System- und Mineralnummer 43.04.02.01. Dies entspricht ebenfalls der Klasse der „Phosphate, Arsenate und Vanadate“ und dort der Abteilung „Phosphate“, wo das Mineral nur zusammen mit Arsentsumebit in der „Tsumebitgruppe“ mit der Systemnummer 43.04.02 innerhalb der Unterabteilung „Zusammengesetzte Phosphate etc., (Wasserfreie zusammengesetzte Anionen mit Hydroxyl oder Halogen)“ zu finden ist.

## Kristallstruktur
Tsumebit kristallisiert in der Raumgruppe P21/m (Raumgruppen-Nr. 11) mit den Gitterparametern a = 8,70 Å; b = 5,80 Å; c = 7,85 Å und β = 111,5° sowie 2 Formeleinheiten pro Elementarzelle.

## Bildung und Fundorte

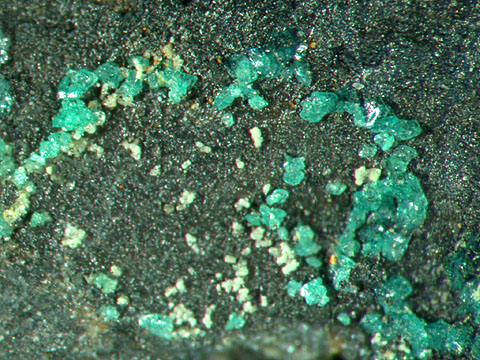
Tsumebitkristalle auf Muttergestein aus dem San Bernardino County, Kalifornien, USA

Tsumebit bildet sich als Sekundärmineral in den Oxidationszonen arsenhaltiger Blei-Kupfer-Lagerstätten. Begleitminerale sind unter anderem Azurit, Cerussit, Malachit, Mimetesit, Olivenit, Smithsonit und Wulfenit.
Als seltene Mineralbildung konnte Tsumebit nur an wenigen Orten nachgewiesen werden, wobei weltweit bisher rund 40 Vorkommen dokumentiert sind (Stand: 2024). In Namibia trat das Mineral außer an seiner Typlokalität in der Tsumeb Mine (Region Oshikoto) nur noch in der Gross Otavi Mine bei Otavi in der Region Otjozondjupa auf.
In Deutschland fand sich Tsumebit unter anderem in der Grube Clara und Oberwolfach und der Grube Igelschlatt bei Igelschlatt/Birkendorf (Ühlingen-Birkendorf) in Baden-Württemberg, an einzelnen Fundpunkten in der Umgebung von Reichenbach (Lautertal) und im Steinbruch Schmitt bei Altenmittlau in Hessen sowie in der Grube Fischbacher Werk bei Niederfischbach in Rheinland-Pfalz auf.
Weitere Fundorte sind Broken Hill in Australien, bei Diego de Almagro (Stadt) in der chilenischen Región de Atacama, Sainte-Marie-aux-Mines und Ébreuil in Frankreich, Ozieri in Italien, die japanische Präfektur Akita, Kipushi in der Demokratischen Republik Kongo, Roughton Gill in der englischen Grafschaft Cumbria (Vereinigtes Königreich) sowie mehrere Orte in den US-amerikanischen Bundesstaaten Arizona, Kalifornien, Montana, Nevada und New Mexico.

## Verwendung
Tsumebit hat außer als Mineralprobe keinerlei wirtschaftliche Bedeutung.